# Estádio Raimundo da Cunha Rola
Estádio Raimundo da Cunha Rola – stadion piłkarski, w Eusébio, Ceará, Brazylia, na którym swoje mecze rozgrywa klub Eusébio Esporte Clube.